# آدری فورتینگ
آدری فورتینگ (هلندی: Adrie Voorting; ۱۵ فوریهٔ ۱۹۳۱ – ۱ اوت ۱۹۶۱) دوچرخه‌سوار اهل هلند بود.